# Kanybek Isakov
Kanybek Abdouvassitovitch Isakov (Jangy-Nookat, 4 giugno 1969 – Biškek, 12 novembre 2020) è stato un politico e filologo kirghiso, esponente del Partito Socialdemocratico del Kirghizistan.

## Biografia
Laureato all'Università statale di Osh, vi intraprese poi la carriera accademica arrivando anche a esserne rettore dal 2011 al 2019, anno in cui divenne Ministro dell'Educazione succedendo alla dimissionaria Gulmira Kudaiberdiyeva.
Isakov è morto il 12 novembre 2020, a 51 anni, per complicazioni da COVID-19. 